# 布達伊夫齊
47°25′29″N 29°24′42″E / 47.42472°N 29.41167°E
布達伊夫齊（烏克蘭語：Будаївці）是位於烏克蘭西南部的村莊，由敖德萨州波季利斯克区的奧克尼市鎮負責管轄。該村始建於1936年，面積0.41平方公里，海拔高度86米，2001年人口70，人口密度每平方公里170.73人。